# Sporting San Miguelito
La Academia de Fútbol Sporting San Miguelito, o simplemente Sporting San Miguelito Fútbol Club, es un club panameño de fútbol con sede en el populoso distrito de San Miguelito. Juega en la Liga Panameña de Fútbol, la máxima categoría del fútbol nacional.

## Historia
El Sporting San Miguelito nace en la Cancha de Calle H, al lado de la Escuela República de Colombia, jugando en las ligas de verano organizadas por el profesor Diógenes "Jhony" Cabal.
Fue fundado el 14 de febrero de 1989, con sede en el Estadio Bernardo Candela Gil (antes Estadio 28 de Diciembre) de San Miguelito por el profesor César "El Chino" Morales. No fue hasta la temporada 1997-98 que consigue el ascenso a la Primera División. Para el torneo Apertura 2002, la Academia de Fútbol Sporting 1989 cambió el nombre a Sporting San Miguelito y en el Clausura 2002 cambio nuevamente su nombre a Sporting Coclé, debido a que mudó su sede a la de Antón, en la provincia de Coclé.
Luego en el año 2005 regresa al populoso distrito de San Miguelito como Sporting 89 y no fue hasta el año 2007 que cambia su nombre nuevamente a Sporting San Miguelito.
Se busca alcanzar una proyección social hacia la comunidad, fomentando la educación, el aprendizaje, y la formación de atletas de alto rendimiento a través de la creación de escuelas de fútbol en todos los corregimientos de donde nazca el semillero, con la disciplina necesaria, las técnicas modernas, y un alto profesionalismo que los coloque en los mejores sitiales de competitividad a nivel nacional e internacional. El primer título de Sporting fue con el director José Mario Anthony "El Chalate" Torres en el Torneo Clausura 2013.

## Indumentaria

### Uniforme titular
| 2021 | 2022 | 2023 | 2025 |

### Uniforme Alternativo
| 2021 | 2022 | 2023 |

### Auspiciantes
| Indumentaria |          |           |
| Período      | Logotipo | Proveedor |
| 2020         |          | FB Sports |
| 2021 -       |          | Spirits   |

## Hinchada
El equipo de San Miguelito cuenta con la Barra Académica también conocida como "Los AKD" o Los Desamparados, fundada un 12 de noviembre de 2011, apoyando al equipo con cánticos, acompañando al estadio donde juegue y con colorido en las gradas.
Antes existió "Barra Los Trescientos" que era una comparsa que apoyaba al equipo rojinegro desde casi sus inicios con instrumentos musicales como lo son bombos, cajas, timbales y cánticos, pero luego desaparecieron.

## Himno
El himno del equipo fue creado en el año 2013, por el poeta panameño Edgar Chávez y la música compuesta por el músico Axcel Castillo.

## Estadio
El Estadio Profesor Javier Cruz García del Colegio Artes y Oficios "Melchor Lasso De La Vega" es un complejo futbolístico estudiantil, el cual es usado actualmente como recinto deportivo para sus partidos del Sporting San Miguelito en la Liga Panameña de Fútbol. El campo de juego cuenta con unas dimensiones de 105 metros x 68 metros de ancho y tiene un aforo de 700 espectadores.

### Nuevo Estadio
Inaugurado en 2022, el Sporting San Miguelito podrá disputar sus partidos en el Complejo Deportivo de Los Andes, el cual se estrenará para el mes de febrero. El campo de juego cuenta con las dimensiones exigidas por la FIFA. Con una capacidad de 1,450 espectadores.

## Campeonatos logrados

### Campeonato Clausura 2013
Luego de ocho semifinales fallidas en su historia, el Sporting SM se corona campeón del Clausura 2013, torneo en el cual no empezaron bien la ronda regular, las irregularidades en el transcurso del campeonato incidieron en el rendimiento del equipo hasta el punto de no clasificar a la ronda de cuatro. A partir de la fecha nueve el mismo tomó otro rumbo ganando partidos importantes inclusive logrando victorias ante los grandes del fútbol panameño.
El equipo logró llegar a las semifinales con una victoria frente al Atlético Chiriquí (descendido) y esperando una derrota del Plaza Amador y fue así. En las semifinales se enfrentaron al Tauro FC en partidos de ida y vuelta con victoria en la ida para el Sporting San Miguelito de 2-1 y empate en el partido de vuelta 1-1 dándole al equipo de San Miguelito el pase a la gran Final del fútbol panameño.
El Sporting San Miguelito obtiene su primer título el domingo 19 de mayo de 2013 del torneo Clausura 2013 de la LPF al derrotar en la final al San Francisco FC de La Chorrera 4-1, en partido realizado en el Estadio Rommel Fernández de la capital panameña.}
Goles de Ricardo Clarke, Luis Andrade y dos de Darwin Pinzón, le dieron al conjunto académico su primera corona en el fútbol de Primera División nacional, luego de 16 años de participación.
El Sporting SM tuvo en Ricardo Clarke al máximo goleador del certamen con 10 tantos y en Álex Rodríguez al mejor portero del Clausura.

## Rivalidades

### Derbi del Distrito
El Sporting San Miguelito jugó su primer "Derbi del Distrito" el 31 de enero de 2017, contra el equipo del Distrito Especial el Deportivo Municipal San Miguelito, que cambió su nombre de Milleniun UP para jugar en la Liga Nacional de Ascenso.
El resultado fue una victoria de 1-0 sobre el Municipal, con gol de Darío Wright, ganando así el pase a los cuartos de final de la Copa Satelital.
Este derbi desapareció en el año 2018, cuando estos dos equipos se fusionaron.

## Organigrama deportivo

### Plantilla Apertura 2025
- = Lesionado de larga duración
- = Capitán
- = Cantera/Formación
- Los equipos panameños están limitados a tener una plantilla de un máximo de 22 jugadores y podrán incluir en su nómina un máximo de 3 jugadores extranjeros.

### Altas y bajas
| Jugador         | Posición      | Procedencia          |
| --------------- | ------------- | -------------------- |
| Kevin Mosquera  | Portero       | Herrera FC           |
| Samir Ramírez   | Defensa       | CD Plaza Amador      |
| Rolando Gumbs   | Defensa       | San Martín FC        |
| Rigoberto Niño  | Defensa       | Champions FC Academy |
| Osvaldo Lay     | Mediocampista | Herrera FC           |
| Rolando Herrera | Mediocampista | UDELAS FC            |
| Axel McKenzie   | Delantero     | Tauro FC             |

| Jugador          | Posición      | Destino           |
| ---------------- | ------------- | ----------------- |
| José Guerra      | Portero       | San Francisco FC  |
| Miguel Pérez     | Portero       | CD Plaza Amador   |
| Javier Rivera    | Defensa       | CD Marathón       |
| Kevin Galván     | Defensa       | UCV FC            |
| Emmanuel Gómez   | Defensa       | CV Fuego FC       |
| Emmanuel Chanis  | Defensa       | Umecit FC         |
| Yair Hurtado     | Mediocampista | Bandera de ?      |
| José Muñoz       | Mediocampista | Bandera de ?      |
| Felipe Gómez     | Mediocampista | Cúcuta Deportivo  |
| Edgar Aparicio   | Mediocampista | CD Bocas FC       |
| Fernando McClean | Delantero     | Real Cundinamarca |
| Tomás Rodríguez  | Delantero     | Monagas SC        |

## Lista de entrenadores
- César Morales (1989–2002)
- Jair Palacios (2002–2005)
- Edgar López Ruiz (julio de 2008)
- Carlos Walcott (2009–noviembre de 2009)
- Fernando García Ramos (noviembre de 2009–marzo de 2010)
- Pércival Piggott (marzo de 2010–noviembre de 2010)
- Richard Parra (diciembre de 2010–diciembre de 2011)
- Pacífico Girón (diciembre de 2011–septiembre de 2012)[1]
- Mario Anthony Torres (septiembre de 2012–enero de 2016)
- Juan Pablo Lopera (enero de 2016–septiembre de 2016)[2][3]
- José Montenegro (interino- septiembre de 2016)[3]
- Javier Miller (diciembre de 2016–agosto de 2017)[4][5]
- Víctor René Mendieta (agosto de 2017–febrero de 2018)[6][7]
- Noél Gutiérrez (febrero de 2018–septiembre de 2018)[7]
- Gustavo Ávila (septiembre de 2018-octubre de 2018)
- Dorian López (octubre de 2018–diciembre de 2018)
- Jair Palacios (enero de 2019–septiembre de 2019)
- Dorian López (septiembre de 2019–septiembre de 2020)
- Jair Palacios (septiembre de 2020–octubre de 2020)
- Dorian López (octubre de 2020–diciembre de 2020)
- Eduardo Méndez (diciembre de 2020–marzo de 2021)
- Saúl Maldonado (marzo de 2021–noviembre de 2021)[8][9]
- Felipe Borowsky (noviembre de 2021–mayo de 2023)[10][11]
- David Dóniga (junio de 2023–diciembre de 2023)[12][13]
- Jair Palacios (enero de 2024–noviembre de 2024)
- César Aguilar (noviembre de 2024-presente)

## Presidentes
- César Morales (1989-1992)
- Rubén Navarro (1992-2009)
- Manuel Mirambel (2009-2014)
- Lucas Alemán (2014-2016)
- Mario Corro (2016-2019)
- Raúl Pineda (2019-2020)
- Marlin De La Torre (2021 - Act.)

## Campeón Goleador
| Nombre          | Temporadas | Temporada     | Goles |
| --------------- | ---------- | ------------- | ----- |
| Armando Polo    | 1          | Apertura 2009 | 12    |
| Brunet Hay      | 1          | Clausura 2011 | 9     |
| Ricardo Clarke  | 1          | Clausura 2013 | 10    |
| Carlos Small    | 1          | Clausura 2014 | 10    |
| Yairo Yau       | 1          | Apertura 2014 | 8     |
| Jorlian Sánchez | 1          | Clausura 2017 | 9     |
| Ronaldo Dinolis | 1          | Apertura 2017 | 8     |

## Palmarés

### Torneos Nacionales
- Liga Panameña de Fútbol (1): 
  - Clausura 2013.
- Subcampeón de la Liga Panameña de Fútbol (2): 
  - Apertura 2014, Apertura 2022.
- Liga Nacional de Ascenso (1): 1996-1997.